# Cis agaricinus
Cis agaricinus es una especie de coleóptero de la familia Ciidae.

## Distribución geográfica
Habita en Italia.